# Kronos Quartet

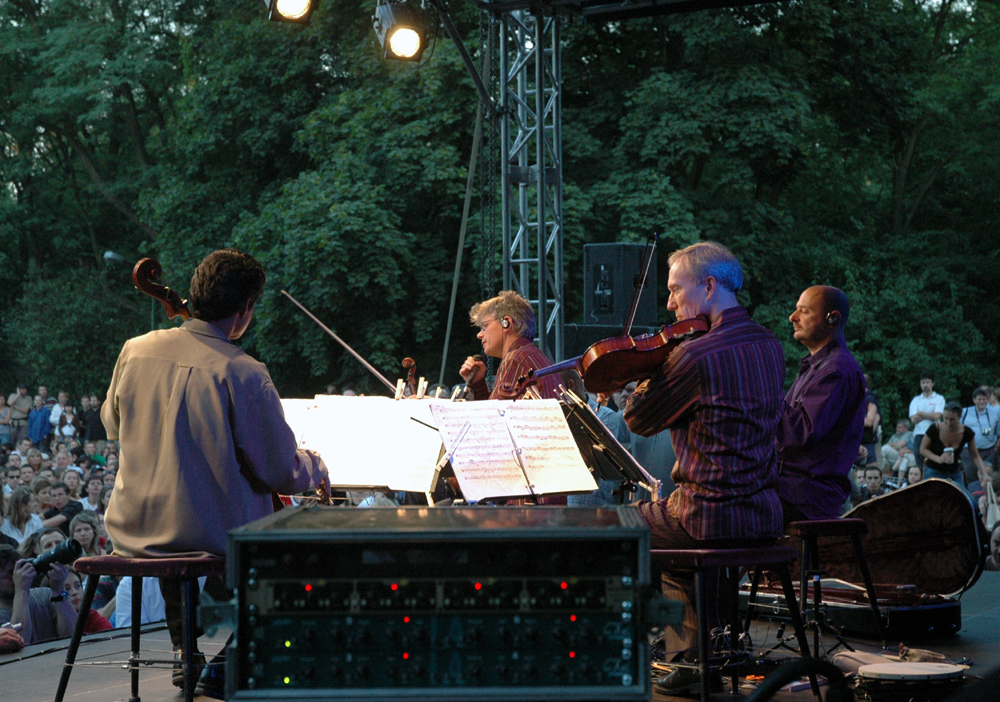
Kronos Quartet a Varsòvia el juliol del 2006.

El Kronos Quartet és un quartet de corda estatunidenc fundat pel violinista David Harrington el 1973, i especialitzat en la interpretació de música contemporània. Actualment, el grup està format per David Harrington i John Sherba (violins), Hank Dutt (viola) i Jeffrey Zeigler (violoncel), qui va substituir a Jennifer Culp el 2005.
El quartet ha treballat amb alguns dels principals músics contemporanis que poden adscriure's en la vessant minimalista, com Philip Glass, Steve Reich, Terry Riley i Kevin Volans. Dins d'aquests paràmetres, la seva obra és bastant eclèctica, i inclou bandes sonores de pel·lícules, música antiga, música folklòrica, jazz i tango. Fou en la banda sonora de la pel·lícula Rèquiem per un somni, del compositor Clint Mansell, on la seva tasca fou també la de compondre. Les idees de Mansell i les del quartet es fusionaren per donar lloc a la banda sonora definitiva de la pel·lícula.
Al llarg de la seva carrera, han rebut importants premis i distincions internacionals, com el Premi Schock de 1999, atorgat per un comitè e la Reial Acadèmia Sueca de Música i el Grammy del 2004 a la millor actuació de música de cambra.

## Principals àlbums
- Kronos Quartet Plays Music of Thelonious Monk (1985)
- Mishima (banda sonora de la pel·lícula homònima, amb música composta per Philip Glass, 1985)
- Terry Riley: Cadenza on the Night Plain (1988)
- Steve Reich: Different Trains (1989)
- Black Angels (1990)
- Ástor Piazzolla: Five Tango Sensations (1991)
- Pieces of Africa (música de set compositors africans, 1992)
- Early Music (1997)
- Rèquiem per un somni (banda sonora, amb música composta per Clint Mansell)
- Caravan (en col·laboració amb el grup Romaní Taraf de Haidouks, 2000)
- Nuevo (música de compositors mexicans, com Juan García Esquivel i Silvestre Revueltas 2002)
- Alban Berg: Lyric Suite (2003; Premi Grammy de 2004)
- "You've Stolen My Heart" by Kronos Quartet, Asha Bhosle (homenatge a la música del compositor indi Rahul Dev Burman, 2005).